# Герець Михайло Іванович
Михайло Іванович Герець (нар. 4 грудня 1925, Люб'язь, Волинське воєводство, Польща, тепер Камінь-Каширський район, Волинська область, Україна) — діяч української діаспори у США, член уряду Української Народної Республіки в екзилі.

## Біографія
Народився 4 грудня 1925 року в селі Люб'язь, на той час це була територія Волинського воєводства, Польща, тепер — Камінь-Каширський район Волинської області. В сім'ї було семеро дітей.
Закінчив півторамісячні вчительські курси у Любешові і вчителював у селах Хоцунь, Шлапань, Кримно. Долучився до УПА, став її членом. У відділі сотенного Мазепи був секретарем господарчої частини, який у 1944 році фактично перестав діяти і всі були вивезені на роботу до Німеччини як «остарбайтери». Михайло працював токарем. У Дрездені пережив страхітливе бомбардування. Після закінчення війни, побоюючись репресій, вирішив в Україну не повертатись. У таборі «для переміщених осіб» успішно закінчив українську гімназію. Наприкінці 1949 року виїхав у США. Працював робітником на збиранні помаранчів. Продовжив навчання. Через п'ять років здобув ступінь інженера-будівельника, а у 1962 році — кандидата наук з будівництва. Брав участь у проектуванні будинків, мостів, в містах Олбані, Нью-Йорк, по всьому штату.

### Громадська діяльність
Був членом, згодом очолив крайовий провід академічного товариства «Зарево», відновив своє членство у скаутській організації «Пласт» і понад двадцять років очолював пластову станицю округи. У 1968 році при православній церкві з настоятелем отцем Теодором Баганом (нині — митрополит УПЦ Костянтин) створив гурток любителів мистецтв із США і Канади, танцювальний ансамбль «Зорепад».
За його сприяння, департамент штату Нью-Йорк визнав українську мову в числі інших модерних мов, за знання яких учні дістають кредити, що допомагають студентам при вступі до університетів. Ця програма діє й тепер. Працював у комісії з підготовки шкільних програм штату щодо Геноциду і Голокосту. Очолив діяльність української громади, по поширенню інформації про голод 1932—1933 років, знання про який були включені до програми навчання середніх шкіл штату, а департамент освіти видав підручник, присвячений голодомору. За що був відзначений орденом Вічного вогню в сріблі.
Очолював Дослідну фундацію імені Олега Ольжича в США. За десять років вона надала Україні поміч у сумі 460 тисяч доларів, у вигляді стипендій студентам, кандидатам наук, фінансування видання наукових праць, літературних творів.
При співпраці з іншими заснував організацію «Американці за демократію в Україні». Вона займається питаннями мови. В Україні діє дев'ять її центрів, один з них у Ковелі.
З 1984 року власноруч збирав свідчення людей, які пережили голодомор, тоді ж у Канадському дослідницькому центрі з українського голодомору, що був заснований у Торонто, змонтували документальний фільм «Жнива розпуки».
З 1990-ого очолював Українське православне товариство святого апостола Андрія Первозваного, яке на відбудову Свято-Михайлівського Золотоверхого собору виділило 105 тисяч доларів США, для Свято-Успенського в Полтаві — 16 тисяч, для спаленої семінарії в Луцьку — 10 800 доларів. Щороку товариство сприяє «Відвідинам св. Миколая». За ці роки товариство надало допомоги в Україні на 730 тисяч американських доларів.
Був членом Ради митрополії УПЦ в США. Працював міністром в уряді Миколи Плав'юка до проголошення незалежності України.

### Сім'я
У 1957 році одружився з Аллою Легкою з Гадяча, вона біолог. Має сина Юрія та доньку Роксану. Онуків Лесика та Софійку.

### Книга
У світ широкий з Україною в серці.– Київ : Смолоскип, 2018. – 544 с., іл.

#### Про Михайла Герця
- Тинчук В. Член уряду… з Люб'язя // Нове життя. — 2001. — 13 лист. — С. 3.
- Шмигін М. Українську церкву на Поліссі будував міністр з Америки. [Архівовано 7 травня 2018 у Wayback Machine.]  Газ. Вісник, 23.04.2008.
- Бондарчук А. За океаном сниться Волинь… [Архівовано 5 березня 2016 у Wayback Machine.] // Волинь-нова. — 2008. — 8 трав.
- Петро Кравчук. І через понад 70 літ за океаном болить доля знищеного поліського села… [Архівовано 7 травня 2018 у Wayback Machine.] Газ. «Волинь-нова», 22 березня 2018 р., с. 9. З листом-відгуком Михайла Герця (США) на статтю «Село Люб'язь палили і німецькі загарбники, і радянські партизани».
- Бондарчук А. І в 93 роки волинянин з Америки воює за Україну. Газ. "Волинь", 14 травня 2019 р., с. 1, 12.

Книга М. Герця «У світ широкий з Україною в серці». Київ, «Смолоскип», 2018.